# Skattkammarplaneten
Skattkammarplaneten (engelska: Treasure Planet) är en animerad film från Walt Disney Pictures som hade biopremiär i USA den 27 november 2002. Filmens berättelse bygger på romanen Skattkammarön men tar plats i ett fantasiuniversum där rymdfart ersätter sjöfart.

## Handling
När den unge bråkstaken Jim Hawkins hjälper en gammal ödlevarelse, Billy Bones, får han en gyllene boll som innehåller kartan till den länge omtalade "Skattkammarplaneten" där den ökända piratkaptenen Nataniel Flint gömt sitt samlade rövarbyte. Tillsammans med dr. Delbert Doppler startar han en expedition till Skattkammarplaneten. De far till den legendariska planeten ombord på RLS Legacy med bland andra skeppskocken John Silver, den extremt tuffa kapten Amelia och Silvers busige husdjur Morf. Men i besättningen finns det pirater som gör vad som helst för att komma åt skatten.

## Om filmen
Skattkammarplaneten är baserad på berättelsen Skattkammarön av Robert Louis Stevenson från 1883 men baseras i ett 1700-talstidsenligt fantasiuniversum där sjöfart ersatts av rymdfart. Rymdfartygen bygger utseendemässigt på 1700-talets segelfartyg men framdrivs av solcelldrivna raketmotorer som får energi från solsegel. Detta tema går igen i hela filmen, i arkitektur och stil. Filmen kan liknas vid en blandning av Star Wars och en klassisk piratfilm.
Filmen är inte en framtidsberättelse utifrån samtida (2002) perspektiv, utan snarare en vision som en person under 1700-talet skulle kunna haft om rymden och framtiden. Framtidsversionen innehåller inte datorer, TV-apparater eller mikrovågsugnar, men rymdfarkosten RLS Legacy, som till formen påminner om en 1700-talsgaleon, har utrustats med solsegel och raketmotorer .

## Rollista
| Figur               | Engelsk originaldubb | Svensk originaldubb |
| ------------------- | -------------------- | ------------------- |
| Jim Hawkins         | Joseph Gordon-Levitt | Peter Viitanen      |
| John Silver         | Brian Murray         | Sven Wollter        |
| Kapten Amelia       | Emma Thompson        | Jessica Zandén      |
| Dr. Delbert Doppler | David Hyde Pierce    | Loa Falkman         |
| B.E.N.              | Martin Short         | Henrik Hjelt        |
| Morf                | Dane A. Davis        | Ingen               |
| Scroop              | Michael Wincott      | Bengt Skogholt      |
| Sarah Hawkins       | Laurie Metcalf       | Sanna Ekman         |
| Mr. Arrow           | Roscoe Lee Browne    | Kenneth Milldoff    |
| Billy Bones         | Patrick McGoohan     | Alf Nilsson         |
| Jim som liten       | Austin Majors        | Erik Berglund       |
| Berättare           | Tony Jay             | Ingemar Carlehed    |
| Onus                | Corey Burton         | Johan Svensson      |

### Fotnoter
1. ↑  Treasure Planet, 27 november 2002, eftertexter.[källa från Wikidata]
2. ↑  ”Treasure Planet” (på engelska). Box Office Mojo. 27 november 2002. http://www.boxofficemojo.com/movies/?id=treasureplanet.htm. Läst 28 augusti 2016.
3. ↑  ”Skattkammarplaneten”. Disneyania. 19 mars 2002. http://www.d-zine.se/filmer/skattkammarplaneten.htm. Läst 20 augusti 2016.
4. ↑  ”Skattkammarplaneten”. Filmdelta. Arkiverad från originalet den 27 augusti 2010. https://web.archive.org/web/20100827175409/http://www.filmdelta.se/filmer/118210/skattkammarplaneten/. Läst 21 mars 2011.